# ハンガイト人
ハンガイト人（ハンガイトじん、英：Khangait , Xañai）は、かつてシベリアに先住したユカギール人の一派。2002年のロシア国勢調査では6人が確認されたが、現在は存在していない。